# Antônio Fernandes Dantas
Antônio Fernandes Dantas (Caicó, 18 de maio de 1881 — Rio de Janeiro, 20 de janeiro de 1966) foi um político brasileiro e interventor federal da Bahia e do Rio Grande do Norte.

## Vida
Antônio Fernandes Dantas nasceu em Caicó, no Rio Grande do Norte, em 18 de maio de 1881. Entrou na Escola Militar da Praia Vermelha, no Rio, em fevereiro de 1898. Aspirante a oficial da arma de artilharia em março de 1904, passou a segundo-tenente em fevereiro e primeiro-tenente em julho de 1909. Em maio de 1919, foi promovido a capitão, em março de 1924 a major, em março de 1929 a tenente-coronel e dezembro de 1933 a coronel. Em sua carreira militar cursou ainda o Centro de Instrução de Artilharia da Costa.
Em 1 de novembro de 1937, foi nomeado comandante da 6ª Região Militar, sediada em Salvador e, simultaneamente, executor na Bahia do estado de guerra, decretado pelo presidente Getúlio Vargas em 2 de outubro para vigorar em todo o país. Simpatizante do integralismo, logo que chegou à capital baiana enviou telegrama ao governo federal solicitando maiores recursos para reprimir os comunistas.
Decretado o Estado Novo (10/11/1937), assumiu no dia seguinte o cargo de interventor federal na Bahia, em caráter interino, substituindo o governador Juraci Magalhães. Além de manter a ordem pública, determinou a criação da estância hidromineral de Itaparica, a reorganização do Corpo de Voluntários da Saúde Pública e a extinção da taxa cobrada por saca de café exportado. Deixou o cargo em março de 1938, sendo substituído por Landulfo Alves, e ainda nesse mês foi promovido a general-de-brigada. Em 1941 assumiu a direção de artilharia do Exército.
Em junho de 1943 foi novamente nomeado interventor federal, dessa vez no Rio Grande do Norte, em substituição a Rafael Fernandes Gurjão. Em sua administração, criou o Departamento do Serviço Público, o Serviço de Pronto Socorro - entregue à Sociedade de Assistência Hospitalar -, e o Grupo Escolar Presidente Roosevelt. Transferido para a reserva em maio de 1945, permaneceu como interventor no Rio Grande do Norte até agosto seguinte, quando passou o cargo a José Georgino Avelino.

Faleceu no Rio de Janeiro em 1966.